# Marie Darah
Marie Darah est une personnalité artistique multidisciplinaire, née à Charleroi en 1989, s'illustrant dans le slam, la poésie et les arts de la scène et animant également des ateliers socioculturels.

## Biographie

### Origines, famille et enfance
Marie Darah naît en 1989 à Charleroi, en Wallonie. Sa mère, femme de ménage et célibataire, l'élève, son père d'origine ghanéenne l'ayant quittée avant qu'elle accouche.
Enfant, Marie Darah est victime d'inceste au sein de sa famille élargie et tente de se suicider. Son métissage au sein d'un milieu essentiellement blanc l'expose par ailleurs au racisme.

### Études, activités professionnelles et slam
Au terme de son adolescence, Marie Darah s'installe à Bruxelles pour y suivre des études au Conservatoire en art de la parole, jusqu'à obtenir son diplôme en 2012. Marie Darah se passionne également pour divers domaines artistiques tels que l’écriture, le chant, le slam, la musique et la danse tout en travaillant dans l'horeca pour s'en sortir financièrement,. Marie Darah vit de lourds épisodes d'addiction à l'alcool et aux drogues et se prostitue. En 2019, la troupe de théâtre Voyageurs sans bagage compte l'artiste comme nouveau membre à partir de 2019.
À 29 ans, après avoir été victime d'un braquage, Darah se met à l'écriture sur le conseil de sa psychiatre. De là naît le texte Depuis que tu n'as pas tiré, qui s'adresse au jeune braqueur noir qui ne lui a pas tiré dessus. Ce texte lui permet de remporter le concours d'écriture organisé par les éditions MaelstrÖm qui le publient. Marie Darah rejoint alors la scène slam bruxelloise, aux côtés de Camille Pier, Lisette Lombé ou Isabelle Wéry. En animant des ateliers d'écriture et de slam à destination de publics variés (écoles, Institutions Publiques de Protection de la Jeunesse, foyers pour femmes battues, etc.), Darah trouve ainsi une vocation sociale à sa création,.
En 2021, Marie Darah remporte le championnat de Belgique et d'Europe de slam avec son texte Bravo qui évoque ses addictions,. La bourse Découverte de la Fédération Wallonie-Bruxelles lui est également attribué. Darah représente la Belgique au Championnat du monde inclusif de slam de poésie 2022.

### Engagements
Marie Darah se considère comme une figure de l'intersectionnalité, et met en avant dans ses textes le caractère systématique des problématiques sociétales (viols, abus de pouvoir, patriarcat, racisme, homophobie, sexisme…). À travers son oeuvre, Darah veut montrer qu'on a droit à la réussite et à la visibilité en tant que personne non genrée, racisée et tatouée.

### Vie privée
Marie Darah s'identifie comme genderfluid et demande qu'on emploie l'écriture inclusive à son propos.

## Œuvres littéraires
- Depuis que tu n'as pas tiré, MaelstrÖm, 2020
- Sous le noir du tarmac / Beneath black tar, MaelstrÖm, 2022
- Meutes, Midis de la Poésie, 2023[6]

## Prix et récompenses
- 2021 : Championne de Belgique de slam[5],[3]
- 2021 : Championne d'Europe de slam[5],[3]
- 2024 : Espiègle de théâtre en langue française (ex aequo) pour le spectacle Depuis que tu n'as pas tiré[1]